# مردم اسکاتلندی
مردم اسکاتلند (Scots، گیلیک اسکاتلندی: Albannaich) یک ملت و از گروه‌های قومی و بومیِ اسکاتلند هستند.

## مردمشناسی
به لحاظِ تاریخی، آن‌ها از ادغامِ دو قوم سلت‌ها و پیکتها که پادشاهی اسکاتلند (یا Alba) را در قرن نهم میلادی تأسیس کردند پدید آمده‌اند. پس از آن، کامبرین‌ها و همچنین آنگلوساکسونهای ژرمن و نورس‌ها نیز با ملت اسکاتلندی ادغام شدند.

### دوره نوین
در ویرایشِ نوین، مردم اسکاتلند یا اسکاتلندی برای اشاره به هر کسی که به شکلِ زبانی، فرهنگی یا خانوادگی (با ریشه‌های اجدادی یا ژنتیکی) از درون اسکاتلند هستند بکار می‌رود.

## واژه‌شناسی
واژهٔ لاتینِ Scotti در اصل به گیل‌ها اشاره می‌کند اما برای توصیفِ همهٔ ساکنانِ اسکاتلند نیز بکار می‌رود.
در بسیاری از کشورهای دیگر همچون کشورهای آمریکای شمالی و جنوبی، استرالیا و نیوزیلند نیز مردمی با پیشینهٔ نیاکان اسکاتلندی وجود دارند.

## خوانش بیشتر
- Spence, Rhoda, ed. The Scottish Companion: a Bedside Book of Delights. Edinburgh: R. Paterson, 1955. vi, 138 p. N.B. : Primarily concerns Scottish customs, character, and folkways.